# イカルド・テンタクルズ
イカルド・クインシー・テンタクルズ（英:Squidward Quincy. Tentacles）とはスポンジ・ボブに登場するキャラクターである。名前はイカルドだが、彼はタコであり、名前のせいで間違われる事が多い。原語版の元々の名前は「Octoward(オクトワード)」だったが不便だったため「Squidward(スクイドワード)」になった。
名前の由来はSquid(イカ)とEdward(エドワード)。

## 概要
海洋生物学者で、アニメーターであるステファン・ヒレンバーグによってデザインされた。1999年5月1日に放送されたシリーズのパイロット版『バイト募集中』で初めて登場した。
スポンジ・ボブのアニメーションでは主人公のスポンジ・ボブに次いでパトリックと同等ほどに出演回数が多く、イカルドは公式に「パトリックに次いで三番目の準主人公という位置付け」とされている。
評論家やファンからの評価は好意的。多くのスポンジ・ボブの出版物、おもちゃ、その他の商品に掲載されている。また、2004年の長編映画とその続編(2015年)に出演した。
2019年11月、イカルドを主人公としたスピンオフがネットフリックスとニコロデオンとの共同で製作中であることが発表された。

## 役割
冷たく傲慢な青緑色のタコ。スポンジ・ボブの家とパトリックの家の間にあるモアイ像の形をした家に住んでいる。1977年10月9日生まれ。

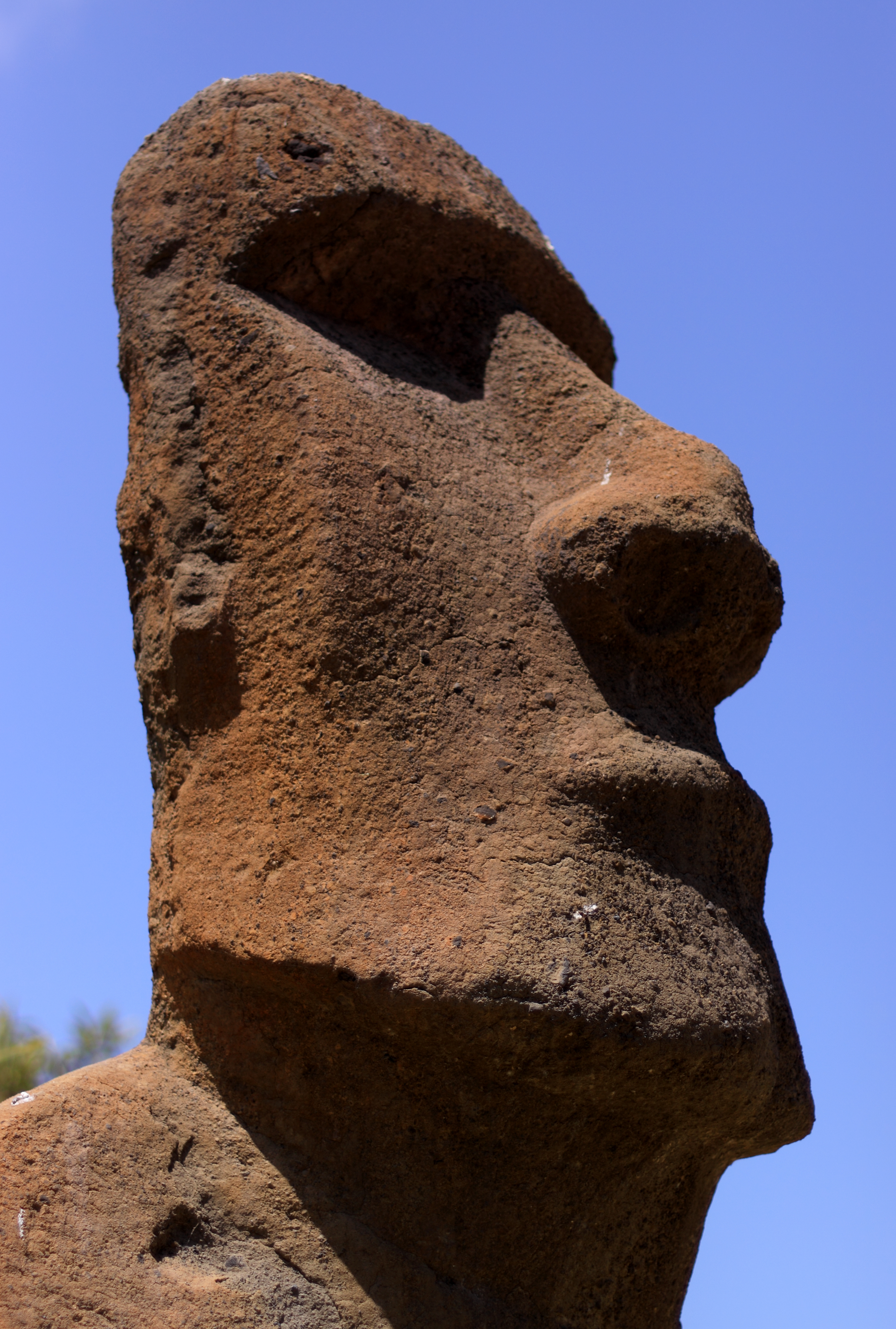

ツッコミ役。日本語版では年寄りという扱いであり、一人称は「わし」で口調も「〜じゃ」「〜じゃろ?」「〜じゃぞ?」という語尾となっている（原語版では南部訛り）。スポンジ・ボブとパトリックの呼び方は、名前呼びの時の他には「お前」「お前さん」であり、話によって異なるが、カーニやプランクトンに対しては、普通に名前を呼ぶ時 以外には「あんた」である。（※『劇場版1作目』でも、プランクトンの事を「あんた」と「プランクトン」と呼んでいて、プランクトンからも「イカルド」と名前を呼ばれていた）。
スポンジ・ボブとパトリック・スターの家の間のモアイ像のような家に住んでいる。3階建てであり、エレベーターまである家だという事も明かされている（『おしゃべりゲイリー』）。なお、『何か臭うぞ』では「屋上」もある事が判明しており、イカルドが「サングラスと海水パンツ」を着用しながら日光浴していた。なお、たまに「この家のモアイ」が「言葉を話す」場面がある（『お腹ペコペコ！』など）。
スポンジ・ボブたちの絶え間ない笑いと騒々しい行動に悩まされている。
たまに足が絡まることがある。また、タコらしく墨を吐くこともある（『黒いレモネード』）。カーニに 無理矢理に掴まれながら 頭から墨を大量に出されて、その墨を「黒のタキシード」代わりにされた事もあった（『超高級仕出しサービス』）り、パトリックに 旅行に行くために用意した 大事な車を壊されて、怒りながら頭から墨を噴射した事もある（『パイナップルカー』）。『劇場版2』では 「不安な時に墨が出てしまう」事も判明した。しかし、彼が墨を出す エピソードは、上記の「4エピソード」以外は、ほとんど無い。
タコなのにも関わらず、『ビキニタウン・パレード』では、パレードの最中に プランクトンが起こした騒動のせいで、グリルから 飛び散った 「熱々の油」を大量に浴びてしまったせいで、「実写の 『イカの揚げ物』」にされてしまったりと、話によっては「イカ扱い」されてしまう事もある。しかし同じ話では、ぐっすりと爆睡していた時の イカルドの寝顔を見てたスポンジ・ボブからは「眠ってると『タコの赤ちゃん』みたいだよね」と言われていた。
大きめの頭に大きく垂れ下がった鼻で、笑うと鼻が伸び縮みする。自分の鼻が大きいことを気にしていたことがある。また、髪の毛が無い事を気にしており、たまに休日に「カツラ専門店」を見ている場面もある。当初はカーニバーガーが嫌いだったが、初めて食べた時にあまりの美味さに感動して貯蔵庫の中のカーニバーガーを食い尽してしまい、お腹が破裂したことがある（『クセになる味』）。以降の話でもたまに食べることがある。服装は基本的にシャツのみだが、寝るときは 寝巻を着ていて、ナイトキャップを被って寝る。話によっては「アイマスク」を着用する事もある。

### スポンジ・ボブとの関係
スポンジ・ボブの隣に住んでおり仕事仲間。スポンジ・ボブとパトリックをうっとうしく思っているが、二人はそれに気づかず、彼を友人として見ている。『スポンジ・ボブクラブ』では「なぜわしの人生は1話ごとに苦しみが増していくのじゃろう」と嘆いているなど、作中でもっともひどい目にあっていることが多く、特にスポンジ・ボブとパトリックによって日常生活を邪魔されたり、家を壊されたりしている（ただしスポンジ・ボブらを騙したせいで酷い仕打ちに合うことも多い）。
非常に不幸で、幸せな思い出が一つもなかった（『イカルドの幸せ』）。スポンジ・ボブも彼が困っている際には助けようとしてあげているが、結果的にイカルドはひどい目にあってしまっている。
『ハンサムなイカルド』では（わざとではないが）スポンジ・ボブにカニカーニのドアで顔面を潰された影響で顔の骨格が変形し、所謂ハンサムな姿になったことがある。その際は、男女問わず 人気者になれていた。
また、放送初期の『バイト募集中』では、イカルドが、スポンジ・ボブの事を 始めに「スポンジのボブ」と呼んでいたり、『デリバリーピザ』では、普通に「スポンジ・ボブ」と呼んでいたイカルドだが、スポンジ・ボブが大泣きすると、同情しながら1回だけ「ボブ、、、」と呼びながら、なぐさめようとした事もあるという、めずらしい話もある。
『今月の頑張ったで賞』では、スポンジ・ボブの事を 心の中で「可愛げの無い 田舎っぺ者！」と思った事があり、スポンジ・ボブと、「頑張ったで賞」を賭けての「真剣勝負」をしていた。反対にスポンジ・ボブは、心の中で イカルドの事を「骨なしのグニャグニャの 墨（すみ）まみれ デカッ鼻男め！」と思っており、この時ばかりは スポンジ・ボブも、イカルドとは 真剣勝負中だったために、イカルドに対しての 悪口を思っていたという、珍しすぎるエピソードとなった。

### 趣味
芸術鑑賞が好きで、彼自身も絵を描いたり、クラリネットを演奏するのが好き。音楽や絵画を趣味としており、特にクラリネットに関してはプロになるのが夢で、現在はその資金稼ぎのためにカニカーニで働いている。しばしば個展やコンサートを開いているが、才能は皆無であり皆からの評価も芳しくない（※しかし例外もあり、『ボクのベスト・デー』では、彼のクラリネットのコンサートが、コンサートホールで公演されて、カーニやサンディやパトリックや、ビキニタウンの住人達から、スゴイ大歓声と拍手をされており、観客からも ステージに 花を投げてもらっており、かなりの大成功で終演しており、オマケに観客席が「満席」となる程に、とても 評判が良かった！）（※『イカイカパラダイス』でも、クラリネットの演奏が普通に上手だった）。　
また、ガーデニングが趣味であり、自分の家の庭で よく花壇の手入れをしている様子も登場する。更には 庭で「様々な野菜を育てている」が、食いしん坊な「ウミウサギ」に、好き勝手に食べられてしまった事もある。怒りながらウミウサギを倒そうとした際に、手に持った「こん棒」を乱暴に使ってしまい、結果的に「自分で畑を台無しにしてしまう」が、幸いにも まだ無事な野菜は 何種類かあった（『ウサギたちをつかまえろ』）。
本人は、「自分は天才でビキニタウンの住民達が自分の才能を理解していないだけだ」と信じている。部屋の一面が自画像だらけになる程、休日には絵を たくさん描く事も、彼の「快適な趣味の時間」の1つ。少なくとも、『普通ってなに？』では、「483枚」自画像がある事が判明しているのだが、現在でも 更に増え続けている可能性は 十分に高い。
自分の描いた絵には自信がありすぎる所があり、『あぶない警備員』では、博物館の「なんでもミュージアム」に、「自分の自画像を飾ってほしい」と頼むも、「学芸員さん」に断られてしまい、それでも諦めずに 博物館に忍び込んで、勝手に自画像を飾ろうとして、飾る事には成功するが、ここの「警備員」として働いていたパトリックと、「アシスタント警備員」のスポンジ・ボブの2人に、「絵を盗んでいる泥棒」と間違われて、通報されてしまい、警察に逮捕された事もある（しかし本人は、飾る事に成功した事に喜んでおり、逮捕されても気にしてなかったが、彼を連行していた「婦警さん」は、「イカルドの自画像」に対して「ヘンテコな絵」と言っており、自画像に対する評価は、「学芸員さん」と同じで、 かなり最悪だった）。彼の絵に対する評価が、とても最悪な話は、他にも存在する。
芸術とクラリネットを演奏することに情熱を持っている。ミュージシャンまたは画家としての魅力的で卓越したキャリアを切望している。 話によっては、クラリネットをベッドに置きながら、添い寝する事もある（「おやすみクラリネット！」と優しく言いながら）程に、クラリネットを「家族」のように大切にしている。
しかし、『雪合戦』では、雪合戦が「興奮する程に爽快する物だ」と 生まれて初めて知ったイカルドは、本気でスポンジ・ボブとパトリックと 雪合戦した際に、「クラリネット入りの雪玉」をパトリックに投げつけて、そのクラリネットが「パトリックの頭」に刺さってしまい、パトリックも、イカルドが「本気で雪合戦に夢中になってしまった」と気づいた事もあり、いつもは 大切にしているクラリネットを、「自ら」乱暴に扱うという、珍しいエピソードも存在する。
また、『クラゲ・ダンサーズ』では、スポンジ・ボブのパイナップルハウスで、勝手にパーティーを楽しんでいた「クラゲ軍団」が、「18時間」も うるさくて、腹を立てたイカルドが、音程の外れた演奏で クラリネットを吹くと、スポンジ・ボブから「悪いんだけど もう少し上手に吹いて」と頼まれて、自分の演奏に ケチをスポンジ・ボブに 腹を立てて、「スピーカー」で更に大きな音で 演奏するも、やはり ヘタクソであり、怒った「クラゲ軍団」に刺されまくったイカルドは、クラゲ軍団が「自分には クラリネットの才能が無い」と言って怒ってると理解して、諦めたイカルドは、大切なクラリネットを「お前さんに やる！」とスポンジ・ボブに渡して、帰ってしまった事もあり、話によっては、珍しく「自分はクラリネットの才能が無い」と、いさぎよく認めるという、すごい珍しいエピソードが存在する。 そんな事があったというのに、その後のエピソードでは、なぜ再び 彼がクラリネットを持参するようになったかは、不明。
『パールの子守り』においても、パールの友人の「マリーナ」や「ディラン」や 他の仲間達からも、クラリネットの演奏と 歌声まで、評価は最悪だった。
『木の逆襲』においては、サンディが「ビキニタウンで初の『植樹祭』」を開催した際に、サンディにより開発された「海底でも育てられる『特別な どんぐり』」により生まれた、「言葉を話せる木」に、クラリネットの演奏の事を「お前の演奏は ひどすぎて耳障りだ！」と言われて、更には「まぁ気にするな！才能が全てじゃない。」「お前は才能ない！」と、言葉を話せる植物にまで クラリネットの演奏を 馬鹿にされていた。
『ママとパパの大騒ぎ』では、「パイナップルハウス」にスポンジ・ボブの両親（「ハロルド」と「マーガレット」）が 初めて泊まりに来て、両親に「大人らしく成長した所を見せたい」スポンジ・ボブにより、クラリネットの演奏を「けたたましい 騒音」と言われてしまった。
スポンジ・ボブの演奏や絵が自分より上手い時や、パトリックまで 自分よりも才能や素質がある時には、彼らに対して、ムキになりすぎる程に、ものすごいライバル心を抱いてしまう事もあり、かなりの負けず嫌い。

### 経歴
「カニカーニ」のレジ係・ウェイターの仕事をしており、スポンジ・ボブの仕事仲間でもある。ただし、『ミニ・イカルドは人気者』ではイカルドは皿洗い係になったことがある。カニカーニでの仕事はやる気がなく、「やる気の無い従業員」としても有名。しばしば仮病などでサボったり、居眠りしたりすることがあり、その度にカーニから給料を減らされている。『ビキニタウン・パレード』では、バイトが終わり 家に帰ろうとした際に「また無駄な 1日を過ごしたわい」と不機嫌に言っており、カニカーニでのバイトがある日を「無駄な１日」と発言する態度を見せる程、かなり やる気がない。
なお、カニカーニへ働きに行く時と帰る時や、スーパーマーケットへ買い物に行く際などには、基本的には「徒歩」で行く事が多いが、『不思議なクラリネットランド』では、「背もたれ付き自転車」でカニカーニへ来ていた。なお、この「背もたれ付き自転車」は、1度は「スポンジ・ボブから少しでも遠くに逃げるため距離を置きたいから！」と、中古店に「売った」事が『ボクの相棒』で明かされて、それでイカルドが「ボート」を購入して運転してたが、「交通違反」を起こしてしまい、パフ先生の「ボート教習所」へ行く事になるが、結局 その後も落第したようで、「違反歴」を取り消す事が出来ずに、諦めて再び「背もたれ付き自転車」を再購入したようで、『不思議なクラリネットランド』で、再び愛用していた。『劇場版1作目』や『パールの子守り』や『パトリックを乗りこなせ』などでも、引き続き「背もたれ付き自転車」を愛用している。
なお、話によっては「普通の自転車」に乗りながら外出する事もある（『クラゲ採り』『イカイカパラダイス』など）。『クラゲ採り』の時は、大笑いながら運転していたら、クラゲが口の中に入ってしまい、更にはペダルに足が絡まってしまい、止まれなくなって転んで 頭を何度も強く打ちながら崖から転落して 最終的に自転車が大爆発して 大ケガをしてしまう。 更には『ナゾの生き物 スメリー』では、その「普通の自転車」に乗りながら、スポンジ・ボブとパトリックから逃げたくて 家出を決意するが、わき見運転していた際に、セメントを積んでたトラックに激突してしまい、体中がセメントまみれになり、5日間も苦労して 腹ペコのまま、草原を さまよい続けて、オマケに 喋る事も出来なくて、「クラゲ採り」に来ていた スポンジ・ボブとパトリックに出会ってしまった時には、イカルドと気付かなかったスポンジ・ボブに「絶滅しそうな新種の生き物」と勘違いされてしまい、お世話をする事に決めたスポンジ・ボブに「スメリー」と名前をつけられてしまった事もある。（最終的に、体のセメントが崩れて 元通りになれた）。
しかし『パイナップルカー』では、「500年に１度だけ咲く」という幻の花の「さえずりスイレン」を見に行くために、久しぶりに車を運転しようとするが、パトリックに壊されてしまう。
『わしはバスの運転手』では、作中では『バイト募集中』から早くも登場していた「エビ型のバス」に乗る事になる。しかし、「バスの運転手の男」に 不満を抱いて、彼と口喧嘩した際に「わしの方が『マシな運転手』になれる！」と言った事により、運転手の男から「帽子」を渡されて、彼と「仕事を交換してみる」勝負をした事がある。しかし、偶然にも スポンジ・ボブが乗客の1人として来て、更にはパトリックも いつの間にか乗り込んでいて、「バスツアー！」だと楽しむ 2人のせいで、深海にバスが落ちてしまった際には、このバスが「深海の水圧には耐えられない素材」で出来ているために、バスが水圧で どんどん潰されていく際に、外れて飛び散った 大量のネジを 顔中に浴びてしまうなど、トラブルとストレス続きの 散々な「バスの運転手」経験となった。
なお、『運転マナーを守ろう』と『良いドライバーと悪いドライバー』では、共に「パフ先生による海の安全のためのボート教習 運転マナー」の紹介映像（※「運転マナーを守ろう」のは「ビキニタウンのテレビ番組」として放送されて、「良いドライバーと悪いドライバー」のは「裁判所の命令により制作された映画」で、教習所の教室で上映された）に出演していて、イカルドは、どちらも「模範的な マナーの良いドライバー」として登場しており、運転前には「5ヶ所の事前点検は 毎回 忘れずに欠かさずに行う」という事が判明しており、「その１、タイヤの空気圧のチェック」、「その２、プロペラの油は十分に差してあるか」、「その3、警音器は鳴るか」、「その4、方向指示器（旗）も動くか」、「その5、1番重要な シートベルトを しめる」は欠かさない。 反対に、スポンジ・ボブは「マナーの悪いドライバー」「穴だらけのトラブルメーカー」として出演しており、やはり いつものように事故やトラブルばかり起こしていた。
なお、運転関係の他に トラブルに巻き込まれた例としては、『ばぶばぶガス』では、プランクトンの「ばぶばぶガス」のせいで、赤ちゃんにされた事がある。頭のデカい赤ん坊にされていた。『赤ちゃんイカルド』では、「赤ちゃんごっこ」をして遊んでいたスポンジ・ボブとパトリックの おもちゃの車を踏んで転んだ際に、スポンジ・ボブの家の「ポスト」に 後ろ頭を強く打ちつけた際に、頭が大きく 膨らんだ際に、精神そのものが「本物の赤ちゃん」になってしまう「頭ブンブン病」になってしまう。医者は「二度と彼の頭に衝撃を与えてはいけない」「さもなければ一生このまま」と忠告する。この時のイカルドは、頭は いつもより大きくなったが、体は いつもと同じ外見だった。しかし、中身は「完全な赤ちゃん化」しており、言葉を話せず、ハイハイ移動しかできず、食事を用意しても食べなかったり、大泣きすると「何時間」も泣き止まないので、代わりばんこで世話をしていたスポンジ・ボブとパトリックは、真夜中も含めて、数日間も大泣きしてばかりのイカルドに苦労させられてしまう。反対に、笑う時は いつものイカルドよりも愛想が良い。しかし、赤ん坊とは思えない程に怪力な所もある。カニカーニへ連れて行くも、レジスターをイタズラしたり、紙おむつに 漏らしてしまい 店中が臭い匂いになり、カーニからは「小汚い赤ん坊」と言われてしまう（※カーニは、赤ちゃんが「イカルド」だという事は知っている）。最終的には、カニカーニの「キッチン」で、大きなタルが頭に激突して、大量の氷で 頭が冷えた事で、元に戻った。なお、自分が赤ん坊になった時の記憶は全然無くて、自分が おもつを履いていた事と、自分が カニカーニにいた事に 驚いていた。なお、スポンジ・ボブとパトリックからは「イカルドちゃん」と呼ばれる事が多かった。
劇場版一作目ではスポンジボブとパトリックが6日以内に王冠を取り返そうとする運動に真っ先に参加を拒否している。更には、ネプチューン王の槍から出た冷気のビームのせいで「冷凍保存」という名目で氷漬けにされた「カーニ」に驚いていたが、彼の事ではなく「給料は誰が払うんじゃ？」と、給料の心配をしており、薄情者な面も見せた。
幼少期時代には学校に友達があまりおらず、校内のゴミ置き場の近くで昼食を一人で食べていた（※『ボクの相棒』では、「小学校の頃と同じじゃ！」と言いながら、ボート教習所の 外にある「ゴミ箱の横」で、ランチの「サンドイッチ」を食べようとするが、スポンジ・ボブに邪魔をされて 逃げて、教習所の「トイレ」で食べようとしたが、結局 食えずに終わった）。
最終学歴はコミュニティカレッジで、芸術を4年間学んだ。ナッツアレルギーで高所恐怖症、また閉所恐怖症である。
カーニの娘であるパールのベビーシッターを過去にしており、『パールの子守り』で再度パールのベビーシッターを任された。同じ話で、アルバムの写真にて「当時の様子」が映るが、子供の頃から 体が大きくて重たいパールの「乳母車」を押す際にも苦労していたり、パールが大泣きすれば「部屋中が涙の水浸し」になって 溺れそうになるイカルドの様子も映る。
「友だち記念日」ではスポンジボブが何度も記念日を持ち掛けることにうんざりしてスポンジボブからイカルドとの記憶を全て削除したものの、カー二に秘密のレシピの金庫の暗証番号を覚えているのはスポンジボブだけであるため、記憶を戻すように言われた際に過去のエピソードのシチュエーション（「キャンプの思い出」、「死因はパイ!?」、「エイプリルフール」など）を再現した末に、シーズン10の「地獄のマシン（Sushi Maker）」の装置に再びイカルドが放り込まれている。

### 性格
常に不機嫌で毒舌癖があり、スポンジ・ボブとパトリックをうっとうしく思っていることが多い。ナルシストでもあり、自分以外の考えに聞く耳を持たない。自分を邪魔するものが嫌いで、気難しい性格でもある。
作中では良くも悪くも常識人であるが、一旦スポンジ・ボブらの不条理なペースに引きずり込まれると激しく対抗する。『笛吹きピエロ』など、イカルドがトラブルメーカーになることも稀にある。パフ先生ほどではないが逮捕数が多く、『名前を教えて！』では名前を教えないお爺さんの財布を奪ったり、『イカルドの護身術』では不気味なやつを空手で猛攻撃するなどしていた。
スポンジ・ボブの事をよく思っていないが、スポンジ・ボブが死ぬと聞いて思わず涙を流したり、カーニがスポンジ・ボブをさまよえるオランダ人に売った際はカーニに対して「お前は最低のカニじゃ!」と言ったりと、内心では悪く思っていない様子である。
スポンジ・ボブとパトリック（特にスポンジ・ボブ）やライバルのイカリムを嫌っており、自分が賢くてスポンジ・ボブらをマヌケと馬鹿にしている節がある。スポンジ・ボブがいなくなってもイカルドだけ喜んでいたり、彼をカニカーニから追い出そうとしたりしていたこともある（ただし、場合によっては彼と手を組んで協力したり、助けたりすることもある）。
また、『黒いレモネード』では、大きな赤色の 海蜘蛛の「ミルドレッド」を見て、「わしは蜘蛛（クモ）が嫌いなんじゃ！」と叫んでおり、海蜘蛛が 大嫌いな事も判明している（※ちなみに、パトリックが 連れて来た海蜘蛛である）。
『ウサギたちをつかまえろ』では、「くすぐったがり」だと判明して、くすぐられるのには弱い性格でもある。
ズル賢い面もあり、スポンジ・ボブらを騙したり、意地悪したりすることがある。彼を よく知っている「イカリム」からも「高校の頃からズル賢くて有名だった」と言われている（『イカルドとイカリム』）。その反面、たまに優しい一面を見せることもあり、『デリバリーピザ』ではスポンジ・ボブを傷つけた客に仕返しをして、スポンジ・ボブを喜ばせるためにサンタクロースに扮した。また劇場版1作目では相変わらずスポンジ・ボブを嫌っているが、ラストでスポンジ・ボブに「自分の求めるものはお前自身」にあると語り、彼を店長と認めた。なお、近年シーズン（『マスタードを掘り当てろ』『プランクトンを警戒せよ！』『探偵イカルド』『消えれば偉大なアーティスト』『秘密のレシピが盗まれた！』など）では文句を言わずにスポンジ・ボブと行動を共にし問題を解決するエピソードも増えている。ツンデレ役。

## 好物な食べ物
「一人暮らし」なので、自分で料理を作る事が多い。また、ビキニタウンで おなじみの「スーパーマーケット」に 買い出しに行く事もある。そんな彼の好物を、ここに まとめる！
反対に「苦手な食べ物」は、上記の「ナッツアレルギー」により「クルミ」が苦手とも言う。
まず、上記の「生まれて初めて食べて大好物になった『カーニバーガー』」。そして『イカイカパラダイス』の「缶詰めパン（「CANNED BREAD」）」。『スポンジ・ボブ クラブ』では「スモークソーセージ」も好物。『お腹ペコペコ』では、自宅に保管していた「塩漬けの肉」と「外国産のスパイス」と「バゲット（フランスパン）」と「砂糖漬けのおイモ」と「塩漬けのウニ」と「イソギンチャクのパイ」と「海草のコールスロー」も好物と判明。『ボクの相棒』では「サンドイッチ」を食べようとするも、スポンジ・ボブに邪魔されて食べられなかったが、好物には変わりない。『テレビ出演』では、テレビを見ながら飲むための「コーヒー」を用意していた。『パイナップルカー』では、スポンジ・ボブが用意してくれた「大量のホットケーキ」の香りを嗅いて「けっこう美味（うま）そうじゃないか！」と評価して食べるのだが、のどに詰まって吐き出してしまうが、好物には変わりない。『イカルドみたいなパトリック』では、パトリックの家に居候する事になり、パトリックのために「ラードケーキ」を作って用意した。

### 恋愛歴
普段は「自分」と「自分の家族」以外には 興味を持たない彼も、恋をする事もある。
イカビア（Squilvia）
　声：松浦チエ / トレス・マクニール
　『恋するイカルド』から登場。イカルドが 一目惚れした 初恋の女性のタコ。「イカイカパラダイスの住人達」のように、顔がイカルドに似ているが、黒色のショートヘアがある。イカルドは、彼女とデートしたくて、スポンジ・ボブに「デートの特訓」に付き合ってもらうが、最終的に 怒りながら スポンジ・ボブに対して「お前と わしは 友達でも何でも無い！」と冷たい態度で 八つ当たりの文句を言う。運悪く イカビアにそれを見られてしまい、イカルドは 自分の事を「心の狭い人でなし」だと思われただろうと、この恋を諦めようとしたが、イカビアは「マヌケな友達の事を受け流せる男性って 夢みたいに素敵だわ！」と、両目を「♥」にさせながら イカルドを褒めて惚れ、彼を食事に誘った。結果的に、スポンジ・ボブに感謝していたイカルドだった。
ペチュニア（Petinia）
　 声：夏葵 / ジェニファー・ティリー
　『お花はいかが？』にて登場。プランクトンとカレンが引っ越しした事により、エサバケツ亭があった場所に新しくオープンした「植木鉢フラワーショップ」の オーナー兼店長の女性。口癖は「な～い？」「じゃな～い？」。外見は、赤色の髪の毛に、真珠のネックレスを身に着けていて、ピンク色の 肥満体型ながらも、美しい魚の女性。気さくで フレンドリーな性格。カーニも「すてきな人だな！」と評価していた。そんな彼女にイカルドは、あっという間に一目惚れしてしまい、自分の事を「『ポゴニア・パパ』とお呼びください！」と言い、彼女の気を引きたいために、彼女の店に「1日で4回」も花を買いに行った。イカルドは、ペチュニアを「自分と同じ完璧主義者」と高評価して、彼女への気持ちを抑えられなくなり、彼女に「わしと結婚してください！」とプロポーズする。しかしペチュニアは、実は「プランクトンが製造したロボット」であり、顔の中に「操縦席とレバー」があり、誰かが操縦しなければ、自分では動く事は不可能な存在だった。当初は「気さくなご近所さんになりすまして、秘密のレシピを頂く計画」のために造られただけだったが、プランクトンは、途中から本気で「作戦を延期して 真剣にフラワーショップを経営したい」と考えて、それを「新しい夢だ！」と言っていたが、作戦のために用意して カニカーニへ届けてしまった「ダイナマイト入りブーケ」を 完全に忘れていて、急いで回収に行って帰って来た際に、イカルドからプロポーズされてしまい、その最中に ダイナマイトの爆発に巻き込まれて、ペチュニアは壊れてしまった。イカルドは、正体がプランクトンだと分かると、ショックのあまり 目を見開いたまま、「自分から砂の中へと入って行ってしまう」という行動に出てしまい、生きる希望を失って絶望してしまった。更には プランクトンからは「このマヌケ恋わずらい野郎」と言われてしまった。また、プランクトンは、始めに「イカルドがペチュニアに恋をしてしまった」と分かった際には、カレンに「この変装をしていると、えらく危険だな。」と言っていた。

## 開発

### 作成とデザイン
ステファン・ヒレンバーグは子供の頃から海に魅了され、また、芸術の才能を伸ばし始めた。大学では海洋生物学と芸術を専攻した。1984年に卒業した後、海洋教育機関であるオーシャンインスティテュートに参加し、後に「スポンジ・ボブ」の制作につながったThe Intertidal Zoneという漫画を作った。 1987年、ヒレンバーグはアニメーションのキャリアを追求するために退職した。
数年間カリフォルニア芸術大学で実験的なアニメーションを勉強した後、ヒレンバーグはアニメーションフェスティバルで、『ロッコーのモダンライフ』のクリエイターであるジョー・マレーに会った。マレーはヒレンバーグにシリーズのディレクターとしての仕事を提供した。『ロッコーのモダンライフ』の作家の1人であるマーティン・オルソンは、The Intertidal Zoneを読み、ヒレンバーグに同様のコンセプトのテレビシリーズを制作するように勧めた。その時点で、ヒレンバーグは自分のシリーズを制作することを考えていなかったが、すぐにこれがチャンスであることに気付いた。『ロッコーのモダンライフ』の制作が1996年に終了した直後、ヒレンバーグはスポンジ・ボブに取り組み始めた。
ヒレンバーグはThe Intertidal Zoneをいくつか使用した。彼は大きな頭が好きだったので、「スポンジ・ボブの不機嫌な隣人」を大きい頭を持つタコとし、「イカルドは知識人だから、当然大きく膨れた頭をしているだろう。」と説明した。ヒレンバーグは、「アニメーションでは、8本ではビジュアル的に考えて6本の足にした」ため、イカルドの足は6本であると語った。イカルドの足は2つのエピソードでのみ8本で描かれる(シーズン2『どっちがえらい？』の実写シーンとシーズン9『ボクらの家が買われちゃった』)。ヒレンバーグはイカルドを、タコに似ているイカにちなんで名付けた。イカルドの声優、ロジャー・バンパスは、オクトワードという名前は「しっくりこなかった」と発言した。

イカルドのデザインについて、ショーライターでストーリーボードアーティストのヴィンセント・ウォーラーは、2010年に次のように述べている。
イカルドを描くのは難しい—彼の頭は非常に奇妙な形をしている。幸い、彼の感情はかなり均一だが、彼から大きな感情をたくさん出すことは困難である。彼の鼻はすべてを半分に分けるので、それは常に「OK、これをどのように操作して読み続けるのですか?」
ヒレンバーグは、イカルドが墨を出すくだりを作ろうと考えていたが、うんちを漏らしたように見えるのでボツになったと語った。地面を引っ張る吸盤の音を思わせるイカルドの足音は、湯たんぽをこすることによって作られる。イカルドや他のメインキャラクターの足音は、フォーリーサウンド班によって生み出されている。サウンドデザイナーのジェフハッチンズは、足音で「それがどのキャラクターのもので、何を踏んでいるのかがわかる」と語った。バンパスは、イカルドがリカンベントに乗るアイデアを思いついた。実際にバンパスがカリフォルニアのバーバンクで乗っていることに由来しており、バンパスはそれを「小さな内輪の冗談」と説明した。

### 声
イカルドの声は、俳優のロジャー・バンパスが担当しており、彼はイカルドの母親などの声優も担当する。1997年にパイロット版を書いている間、ヒレンバーグと当時のクリエイティブディレクターであったデレク・ドライモンがオーディションを行った。『ロッコーのモダンライフ』でヒレンバーグやドライモンと一緒に働いたミスター・ローレンスは最初の候補だった。ヒレンバーグはすべてのキャラクターのオーディションにミスター・ローレンスを招待していた。最終的にイカルドの声優はロジャー・バンパスに決まり、ミスター・ローレンスは悪役であるプランクトンの役を与えられた。
バンパスによれば、イカルドは「鼻にかかった単調な人」だったが、「彼がもつ皮肉、欲求不満、そして癇癪のおかげで、彼を演じるのが面白くなり、そして彼の感情が広がった」。 トム・ケニー(スポンジ・ボブの声優)はスタジオでのバンパスを「私はロジャーを見るのが好きだ。私は彼の右隣にいる。」と表現した。ケニーによると、録音中にバンパスがイカルドとして「癇癪を起こす」と、彼の頭は赤くなるので「彼が塞栓症にならないかと心配している」。
番組のスタッフは彼のパフォーマンスとイカルドとの共通性のためにバンパスを称賛する。ケニーはバンパスを「素晴らしい」、「イカルドのようなものだ」と言った。スタッフライターのケントオズボーンは、「ロジャーがイカルドのように話したり行動したりすることについて考えたのを覚えています。だからこそ、それはとても良い声です。彼はそれにとても関係しています」。しかし、バンパスは言った、「私は彼ではなく、彼は私ではありませんが、彼のために私がする必要があること、そして私が彼のためにできることは、それが私のようになる。それは私の特定の才能に合います。そういう意味で彼は私ですが、私は彼のような気難しい、皮肉で、成果を上げていないような人ではありません。彼は陥りやすいので、私はそれを言います。」
イカルドの声はジャック・ベニーのものと比較される。ケニーは「私にとって、ロジャー・バンパスがイカルドを演じるのに素晴らしい仕事をするジャック・ベニーの忠実な人物にはとても面白いものがあるのです...」と言った。Everything I Need to Know, I Learned from Cartoons!の著者であるアーサー・ブラウンは、イカルドは「ジャック・ベニーの声にとても似ている」と述べた。 ロジャーはそれを否定し、「ジャック・ベニー?いいえ。彼は時折出したこの観測の皮肉を持っていないが。」

## イカルドとイカリム
イカルドは高校時代のライバルであるイカリムと仲が悪く、自分と比べ金持ちで成功しているイカリムを怨んでいる。ただし彼と勝負する際はスポンジ・ボブのお陰でイカルドが勝つことが多い（『イカルド楽団』、『お宅拝見！』）。

### イカリム・ファーシソン (Squilliam Fancyson III )
声：奥田啓人／ディー・ブラッドリー・ベイカー
『イカルド楽団』で初登場したイカルドの高校時代のライバル。楽団「ユニブロー」を持っており、金持ちである。大きなつながり眉毛が特徴でうねるように動く。一人称はイカルド同様「わし」。
家の屋上には金のドアノブで作った眉毛のオブジェが飾ってある。イカルドと勝負すると大抵イカリムが負けるが、一度だけ勝ったことがある。『スポンジボブはお医者さん』ではイカルドの鼻の一部としてカメオ出演したことを除き、シーズン9以降は一切登場しなくなった。
名前の由来はSquid（イカ）とWilliam（ウィリアム）。

#### 説明
イカリムは高校のバンドクラスでイカルドに会い、彼のライバルになった。イカリムはイカルドが失敗したすべてのことに成功し、イカルドを見下ろしている。イカルドは痛々しく嫉妬しており、自分が敗者ではないことをイカリムに証明したいと考えている。
他のタコのように、イカリムのモデルはイカルドとほとんど同じである。彼はプライベートヨット、プライベートレイク、プライベートヘリポート、プライベートアイランド、気球/カジノを所有している。彼は『お宅拝見!』に登場するファンシータワーを所有している。また、屋上には、金のドアノブでできた大きな単眉のオブジェがある（『お宅拝見!』）。
イカリムは6つの足を持つタコである。彼は赤と黒のローブを着ており、アスコットタイをしている。大きな黒い単眉を持っていて、『イカルド楽団』の中で「大きくて貴重な単眉」だと自負している。『ニセ教授の災難』では、この特徴を「イカルドと区別する方法」として警察がイカリムに伝えた。

#### 性格
イカリムは金持ちで豪華である。お金持ちの成功者である事を鼻にかける性格の持ち主。彼が持つ莫大な富のために自分が他人より優れていると思っている事を隠そうとしない。彼は卑劣で、利己的で、サディスティックで、傲慢で、ライバルであるイカルドのような中流階級の人々への優越感を感じることに大きな喜びを感じている。さらにイカリムは人をばかにしたような口調で話し、イカルドを見下すことや自分への称賛を重要視している。イカリムは完全に愚か者だが、おそらくその富のおかげで簡単に友達を作る。
イカリムはイカルドよりナルシストで、単眉を除いて2人は似ているにも関わらず、イカリムは自分をハンサムだと考えている。イカリムは自分が成功した全ての事を自慢し、イカルドを下流階級だとばかにしているので、2人はお互いを憎み合っている。

#### 歴史
イカリムは6つのエピソードで登場した。さらに、イカリムの代替バージョンが2回表示される。ManRay タイムラインの彼のスレーブバージョンが『タイムマシン』に表示され、『スポンジ・ボブはお医者さん』ではイカルドに提供される鼻の1つとしてカメオ出演した。
『イカルド楽団』、『イカルドとイカリム』、『お宅拝見!』、『ビキニタウンを美しく!』の4つのエピソードで主な役割を果たしている。

#### 『イカルド楽団』
イカリムの初登場はこのエピソードである。イカリムは、自分のバンドがあきらめたバブルボウルでの演奏をするようにイカルドに言った。しかしエピソードの終わりに、イカリムがイカルドの失敗を見届けるためにバブルボウルに行くと、バンドが「スイート・ビクトリー」を演奏しているのを見て心臓発作を起こし、担架で病院に運ばれた。

#### 『イカルドとイカリム』
イカルドは自分を良く見せるために5つ星レストランのオーナーをしていることをイカリムに伝える。当初、イカリムはスポンジ・ボブの新しい高級レストランに関する専門知識に感銘を受けていたが、スポンジ・ボブが自分の名前を思い出せず、狂ってレストランを破壊したことで、イカルドは恥をかく。イカルドが真実を語ったとき、イカリムは自分の人生について嘘をついてイカルドを打ち負かしたと告白しているだけで、冗談を言っているだけであり、みんなを気球/カジノに乗せていることを明かした。

#### 『お宅拝見!』
イカリムのとんでもなく豪華な家が、題名と同名のテレビ番組で紹介された。この家の特徴は、金色のトイレ、浴槽付きのエレベーター、そして金のドアノブでできた大きな単眉の彫刻である。イカルドはこれに嫉妬し、番組の主催者であるニコラス・ウィザーズに、自分の家の方が素晴らしいことを主張する。
イカルドの家は、イカルドがより良くしようとした結果崩壊してしまった。しかしウィザーズはそれを芸術と捉え、イカリムの家より優れていると宣言したので、イカリムは泣きながら倒れる。

#### 『ニセ教授の災難』
イカリムは非常に高く評価され、すべての人から尊敬されているため、ビキニタウン名門音楽学校で音楽教師の仕事を依頼される。そこでイカルドは、イカリムのふりをして自分が生徒に教えようとする。その後、イカリムが現れ、イカルドは逮捕された。

#### 『ダンス☆大好き』
イカリムは 『ダンス☆大好き』の最後にも出演した。イカルドがイカリムのラインダンサーの役割を与えられた後、イカルドがスポンジ・ボブに対して行ったのと同じ方法で、乱暴にイカルドを訓練し始める。

#### 『ビキニタウンを美しく!』
イカリムが1週間でビキニタウンを掃除したことを称える像があることを知ったイカルドは、その記録を破ろうとする。
最終的にイカリムの像が溶け、イカルドは勝利する。

#### 『タイムマシン』
代替のタイムライン、スポンジ・ボブとパトリックたときに彼がビキニボトムにサインアップ置くことによって、元のタイムラインから徒歩マン・レイが引き継いだ。
この話では、スポンジ・ボブから「イカリム」と 珍しく名前を呼ばれていた。

#### 『スポンジ・ボブはお医者さん』
イカリムは、スポンジ・ボブがイカルドの手術中に提案するたくさんの鼻の1つとしてカメオ出演する。
台詞は 一言だけで、イカルドと 声を ハモらせながら言っていた。

#### トリビア
- 2019年9月の雑学クイズで、ロジャー・バンパスはイカリムの名前を覚えていなかった。『イカルド楽団』からのイカルドのライバルは誰なのかと尋ねられたとき、彼は「ファンシーソンザサード」と言った。
- 一部の国際版では、イカリムの声優はイカルドの声優と同じである。
- シーズン7『タイムマシン』以来、彼は直接登場していない。
  - これは彼がイカルドなしで現れる唯一の時でもある。
- 『ビキニタウンを美しく!』は、イカリムとイカルドの両方がスポンジ・ボブと一緒にチケットを取得したために両方が失われる最初のエピソードである。
- クロアチア版では、姓が「ハンサム」という意味の「Zgodnić」になる。
- 『ニセ教授の災難』で見られるように、イカリムもクラリネットを演奏する。
- イカリムの声はイカルドの声よりわずかに高い。

## 評価
イカルドは評論家やファンから好評を得ている。スポンジ・ボブの声優トム・ケニーは、イベントでイカルドをお気に入りのキャラクターとした。「彼には、スポンジ・ボブとパトリックに巻き込まれる、という特異な側面があるが、彼はそれを嫉妬している。彼が関与しようとすると、彼はそれを信じていないので必ず失敗する。」スタッフライターのケイシー・アレクサンダーは、「イカルドは私が最も共感できるキャラクターです。大袈裟に言えば、彼は最も人間的なキャラクターです。もしスポンジ・ボブのような人がいれば、おそらく私はイカルドがするように反応するでしょう。」と語った。歌手のファレル・ウィリアムスは番組のファンを公言し、「イカルドは私のお気に入りだ。彼が人間なら、私は彼とつるむだろう」と述べた。
DVDバーディクトでビル・トレッドウェイは、イカルドは「間のクロスであることをバート(『セサミストリート』)、ウディ・アレン、およびロジャー・アディソン(『ミスター・エド』)...しかし、もしあなたが見つけるられれば、彼は心を持っています」と書き、「隣人のふざけた態度にまっすぐな男」と呼した。映画評論家のA・O・スコットはニューヨーク・タイムズの記事で「スポンジ・ボブ/スクエアパンツ ザ・ムービー」について、イカルドはサンディやパフ先生と共にお気に入りの1人であると述べ、「隅に追いやられたのは残念でした」と書いた。また、同じ出版物から、テレビ評論家のジョイス・ミルマンは、イカルドは「ポール・リンドの鼻のビッキーさとフェリックス・アンガーの芸術的な口調」を持っていると述べた。ミルマン氏はさらに、「うーん、イカルドはゲイのイカの一人だと思う」と述べた。
『イカルド楽団』は、イカルドに焦点を当てたシーズン2のエピソードで、多くの評論家やファンに番組の最高のエピソードの1つと評される。ワシントンポストの記事で、マイケル・カバーナは『イカルド楽団』を5番目に優れたエピソードとしてランク付けした。カバーナは記事のなかで、「イカルドの屈辱、容赦ない平凡さに直面した芸術的野望の組み合わせにより、大人がまったく別のレベルで体験できる子供向けのエピソードになった」と語っている。あまり肯定的ではないが、イカルドはCommon Sense Mediaの「2012年のテレビの最悪の10のロールモデル」にも掲載された。著者のシエラ・フィルッチは、イカルドの利己主義は「最悪の罪」であり、イカルドは「カニカーニの意地悪で厄介なレジ係」で、「何かが欲しいときにだけいい人」と述べた。
2012年の第39回デイタイム・エミー賞で、バンパスはイカルドの声優として、アニメーション部門にノミネートされた。バンパスは、この部門で最初にノミネートされたスポンジ・ボブの声優である。この賞は、『ガーフィールドショー』のジューン・フォーレイが受賞した。バンパスは、ノミネートの証明書を誇りに思っていると述べ、また、「候補者の中にフォーレイがいて、彼女はアニメーション界でレジェンドであるため、実際には争いはなかった...他の3人にはチャンスがなかったのです。実際、私たちの誰かにチャンスがあった場合、会場(ビバリー・ヒルトン・ホテル)で暴動が起きたでしょう」と語り、「ジューン・フォーレイに負けてうれしい」、「ノミネートされたことにとても感謝しています」と述べた。

## メディア展開
イカルドは、ボードゲーム、本、ぬいぐるみ、トレーディングカード、靴など、さまざまなスポンジ・ボブ関連の商品に採用されている。テレビシリーズと並んで、イカルドはスポンジボブ・コミック（2011年2月に初公開）など、多くのスポンジ・ボブのビデオゲーム、テーマパークやテーマパークパレード（シー・ワールド、ユニバーサル・スーパースター・パレードなどを含む）でも登場する。
また、2004年11月19日に公開された初の長編映画「スポンジ・ボブ/スクエアパンツ ザ・ムービー」に出演し、全世界で1億4,000万ドル以上の売り上げを記録した。イカルドは2015年2月6日に公開された映画の続編「スポンジ・ボブ 海のみんなが世界を救Woo!」にも出演する。
エピソード『飛べるスポンジ』は、2009年にリバプール・エンパイア劇場のミュージカルとして採用され、その後南アフリカ共和国でも採用された。俳優のチャールズ・ブラントンは、イカルド役を初演し、後に彼がキャラクターを愛したこと、および「定評のあるキャラクターをステージミュージカルに再現する面白さ」を思い出した。ブラントンはこのミュージカルのためにスポンジ・ボブのDVDを9枚購入し、寝室でイカルドを演じる練習をした。彼は、「声と腕の使い方を完璧にするのに何年もかかった」と語った。ブラントンのパフォーマンスとミュージカルは、ほとんどの評論家に好評だった。The Public Reviewsの評論家曰く「ブラントン演じるイカルドがショーを盗んだときは、私たちのためにショーを本当に盗んだ、彼のキャラクターは完璧に釘付けにされた、彼の漫画の演技、声と所作からこれは完璧なパフォーマンスだった」。『ノーザン・エコー』の記事でヴィヴハードウィックは、「ブラントンはイカルドに説得力を持たせた」と言った。南アフリカ共和国版ではクリス・ファン・レンスブルクによって演じられた。
2016年からシカゴではじまった『スポンジ・ボブ ブロードウェイミュージカル』では俳優のギャビン・リーがイカルドを演じ、2018年トニー賞の助演男優賞にノミネートされた。